# Giro de Lombardía 1940
El Giro de Lombardía 1940 fue la 36.ª edición del Giro de Lombardía. Esta carrera ciclista organizada por La Gazzetta dello Sport se disputó el 27 de octubre de 1940 con salida y llegada a Milán después de un recorrido de 225 km.
El italiano Gino Bartali (Legnano) conseguía su tercera victoria en esta carrera por delante de sus compatriotas Osvaldo Bailo (Gerbi) y Cino Cinelli (Bianchi).

## Clasificación general
| Posición | Ciclista          | Equipo   | Tiempo     |
| -------- | ----------------- | -------- | ---------- |
| 1        | Gino Bartali      | Legnano  | 6h 32' 57" |
| 2        | Osvaldo Bailo     | Gerbi    | + 4' 07"   |
| 3        | Cino Cinelli      | Bianchi  | m. t.      |
| 4        | Adolfo Leoni      | Bianchi  | m. t.      |
| 5        | Severino Canavesi | Gloria   | m. t.      |
| 6        | Enrico Mollo      | Olympia  | m. t.      |
| 7        | Salvatore Crippa  | Gerbi    | m. t.      |
| 8        | Guerrino Tomasoni | Binda SC | m. t.      |
| 9        | Luciano Succi     | Legnano  | m. t.      |
| 10       | Giovanni Valetti  | Bianchi  | m. t.      |